# Arqueologia comunitária

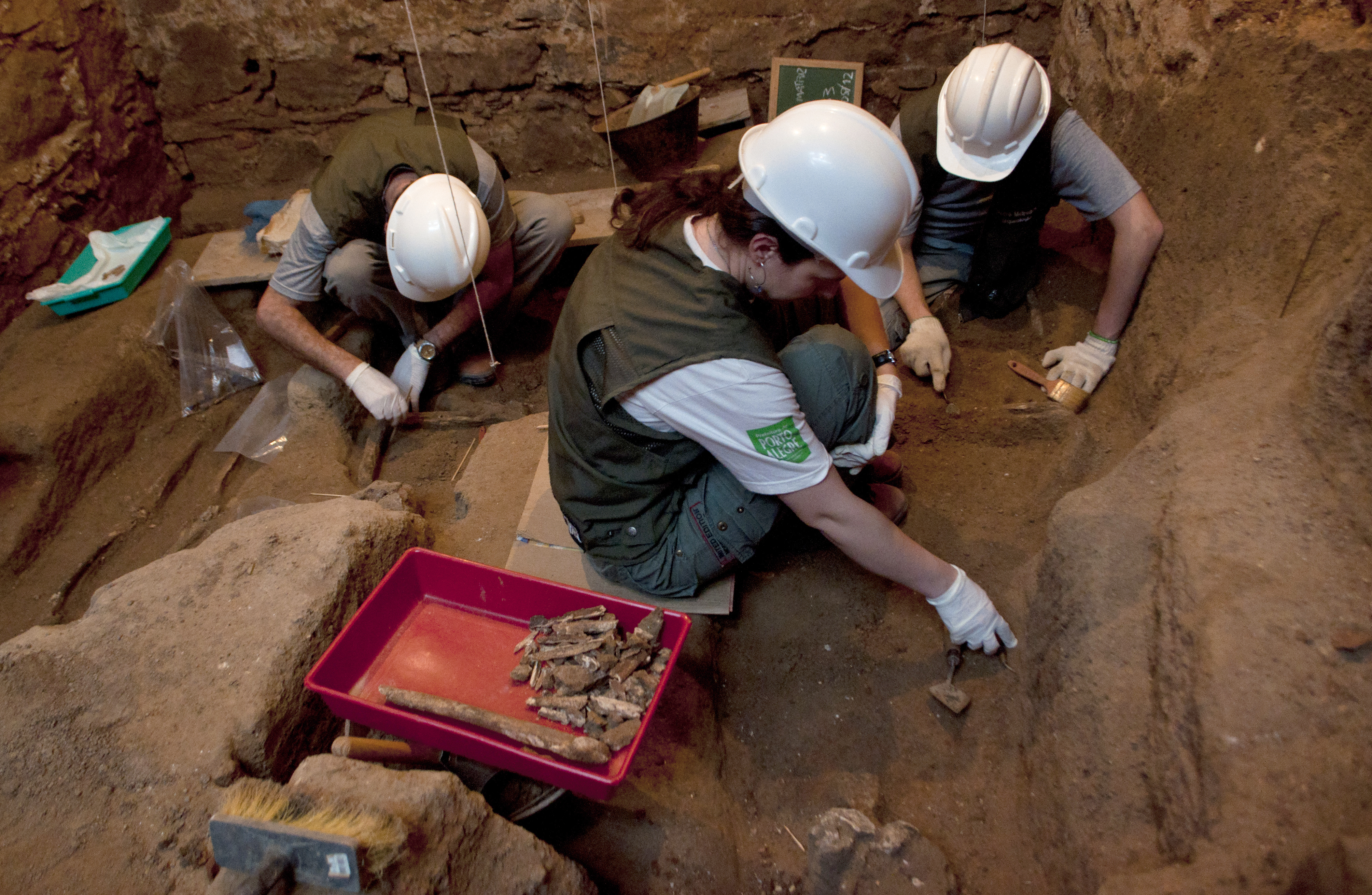
Arqueólogos exploraram um extinto cemitério no terreno da Cúria Metropolitana. Porto Alegre, RS, em 2012.

A arqueologia comunitária é uma das vertentes da arqueologia que busca envolver comunidades nas pesquisas arqueológicas e nas iniciativas de representação de seu patrimônio cultural. O campo possui muitas afinidades com a arqueologia pública. Há um debate sobre se os termos são intercambiáveis ou se a arqueologia comunitária não seria uma forma de arqueologia pública. Porém, também foi sugerido que a arqueologia pública se distancia da arqueologia comunitária ao focar na produção e no consumo de "mercadorias" arqueológicas. O design, os objetivos, as comunidades envolvidas e os métodos em projetos de arqueologia comunitária possuem muita variação, mas há dois aspectos gerais presentes em todos os projetos de arqueologia comunitária. Em primeiro lugar, a arqueologia comunitária envolve as comunidades "no planejamento e na execução de projetos de pesquisa que lhe são de interesse direto". Em segundo lugar, os arqueólogos comunitários geralmente acreditam que possuem uma visão altruísta sobre o outro dando voz às comunidades. Muitos estudiosos no assunto argumentaram que não existe um método pré-definido de colaboração da comunidade na investigação arqueológica. Embora não seja encontrado em todos os projetos, há uma série de propósitos e objetivos recorrentes na arqueologia comunitária. Similaridades também são encontradas em diferentes países e regiões - devido a semelhanças em comunidades arqueológicas, leis, instituições e tipos de comunidades.

## Comunidades

### Definições
Em um sentido estrito, comunidades são agregados de pessoas que raramente possuem a mesma cultura e nunca têm a mesma opinião. Dentro da arqueologia comunitária é possível dividir as comunidades em três tipos diferentes, mas intercambiáveis: as comunidades locais, as comunidades de descendência local e as comunidades de descendência não local ou diaspórica.

### Comunidades locais e comunidades de descendência não local
Comunidades de descendência são aquelas que estão ancestralmente ligadas a um local. Comunidades de descendência local são aquelas em que os descendentes vivem nas proximidades de um mesmo local. As comunidades de descendência diaspórica “são grupos que estão ligados a um local, mas que vivem em outro local, potencialmente a centenas ou mesmo milhares de quilômetros de distância”. Colaborações arqueológicas com comunidades de descendência local incluem aquelas realizadas em sítios proto-históricos e que colaboram com indígenas ancestralmente ligados a eles, assim como em escavações de plantations na qual colaboram descendentes locais de escravizados que trabalharam nela.

### Comunidades locais de não descendência
As comunidades locais são simplesmente comunidades que vivem "dentro ou perto de um local" e as comunidades locais de não descendência são aquelas que não acreditam ter uma relação ancestral com o local. Esta categoria inclui proprietários de terras, voluntários, empresas e stakeholders locais. Alguns pesquisadores acreditam que muitas das principais questões da arqueologia comunitária são aplicáveis a comunidades locais de não descendência e que essas colaborações são cruciais para os arqueólogos que buscam compreender o contexto social local de seu trabalho.

## Questões fundamentais

### Decolonização
A arqueologia é uma prática cuja história está enraizada no colonialismo. Muitos arqueólogos e comunidades afirmam, inclusive, que a arqueologia nunca escapou de seu passado colonial. Um dos principais objetivos dos arqueólogos comunitários e dos projetos de arqueologia comunitária é decolonizar a arqueologia. Ao decolonizar a arqueologia, os arqueólogos estão tentando dar às comunidades mais controle sobre cada estágio do processo arqueológico. Por exemplo, alguns programas começaram a reunir líderes indígenas globalmente para discutir métodos compartilhados de decolonização por meio da colaboração arqueológica. A arqueologia comunitária, o compartilhamento de conhecimento arqueológico, dentre outros tópicos, foram vistos como partes cruciais da decolonização. Publicar pesquisas arqueológicas em licenças de acesso aberto para facilitar o uso desse material é outro aspecto da decolonização.

### Autorreflexão
A arqueologia comunitária pode amenizar ou prevenir formas de violência contra comunidades causadas pelas práticas tradicionais da arqueologia. A autorreflexão é pensada como uma espécie de olhar para um espelho metafórico e inclui tentativas de tornar explicitamente visível a violência - como a colonização - da qual a arqueologia fez parte implicitamente. Os arqueólogos podem lançar mão da autorreflexão nos primeiros contatos com as comunidades como forma de quebrar a dinâmica de poder desequilibrada entre comunidades não acadêmicas e arqueólogos. A autorreflexão entre arqueólogos - como discussão com membros da comunidade, redação de diários de campo e trabalhos profissionais sobre autorreflexão - também pode ser um meio de identificar aspectos antiéticos e violentos de projetos arqueológicos.

### Contato com o público
O contato com o público, em arqueologia, é uma forma de apresentar descobertas arqueológicas a não arqueólogos e é geralmente um aspecto crucial da maioria dos projetos de arqueologia comunitária. Esse contato pode assumir várias formas, desde uma única palestra para uma escola local até acordos de longo prazo com as comunidades para o desenvolvimento de programas de cooperação elaborados. Muitos pesquisadores acham que a arqueologia e as descobertas arqueológicas são excessivamente distorcidas pela mídia e por associações ocidentais, e que o contato direto com o público é a melhor maneira de informar não arqueólogos sobre o que os arqueólogos realmente fazem e encontram em seu trabalho. A participação do público pode também significar um envolvimento da comunidade local em todo o processo que envolve a pesquisa arqueológica. Isso permite que as comunidades sejam agentes ativos junto aos arqueólogos tanto nas prospecções dos sítios quanto nas escavações.

## Abordagens

### Interpretação pela comunidade
A interpretação de descobertas arqueológicas pela comunidade é um aspecto quintessencial da arqueologia comunitária. De forma ampla, ela também é vista como um aspecto importante da "arqueologia decolonizadora", pois empodera os não arqueólogos para interpretar o passado. Vários arqueólogos comunitários criaram projetos que dão à comunidade um papel importante na interpretação e disseminação de informações arqueológicas. A participação da comunidade acontece na interpretação das descobertas, assim como em qualquer aspecto do projeto, como sua teoria e seus objetivos. O envolvimento da comunidade mina o controle exclusivo que os arqueólogos tiveram sobre o passado material e dá aos não arqueólogos a chance de interpretar o passado. Muitos arqueólogos argumentam que a incorporação do conhecimento local é importante para a sobrevivência da arqueologia como disciplina acadêmica. O grau de controle interpretativo que as comunidades têm em projetos arqueológicos varia desde o uso por arqueólogos de interpretações obtidas em entrevistas e consultas à comunidade até publicações acadêmicas escritas por membros da comunidade baseadas em questões suscitadas por eles ao longo do projeto.

### Compromisso de longo prazo
Etnógrafos e especialistas em desenvolvimento socioeconômico mostraram que uma relação de longo prazo é necessária para desenvolver entrosamento e respeito mútuo com a comunidade local. Eles também argumentam que, para a colaboração ser bem-sucedida, os arqueólogos devem assumir um compromisso de longo prazo com a comunidade a fim de compreender a dinâmica do contexto social de suas pesquisas. Sem essa profundidade de conhecimento, os arqueólogos correm o risco de tomar decisões com consequências indesejadas. Por exemplo, as colaborações e repatriações têm sido mais bem-sucedidas onde arqueólogos e povos originários se encontram regularmente e desenvolvem amizade e respeito mútuo. Nina Versaggi apontou em suas pesquisas que "permitir que o processo demore é o que importa". Levando esse dado em consideração, muitos arqueólogos comunitários buscam planejar conduzir colaborações duradouras desde o início do projeto.

### Etnografia e conhecimento da comunidade
Como método para conhecer a comunidade, os arqueólogos têm defendido o uso da etnografia em projetos de arqueologia comunitária. Embora a maioria dos estudiosos ache que não é necessário que todos os arqueólogos se tornem etnógrafos de formação, é desejável um certo grau de conhecimento etnográfico antes de iniciar um projeto. Alguns projetos de arqueologia comunitária contam com dados etnográficos coletados por membros da equipe de pesquisa.

### Museus e instituições

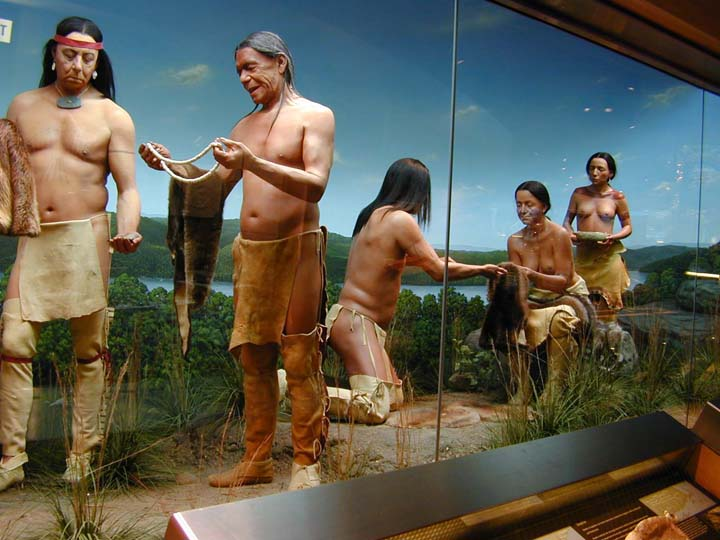
Membros da etnia Mashantucket Pequot no Mashantucket Pequot Museum and Research Center, 1997.

A construção de museus ou outras instituições que possam atuar como centros educacionais, repositórios de materiais arqueológicos e centros de colaboração científica e sociocultural com a comunidade em questão é um objetivo comum de longo prazo para muitos projetos de arqueologia comunitária. Esse objetivo vem sendo cada mais alcançado. Os museus se tornaram centros de divulgação e colaboração tanto para as comunidades locais quanto para as comunidades não locais. Um exemplo bem conhecido de um museu criado por uma colaboração entre ameríndios e arqueólogos é o Mashantucket Pequot Museum and Research Center, que é "o maior museu de propriedade de indígenas americanos nos Estados Unidos". Ele tem vários laboratórios e coleções para fins de pesquisa científica e uma equipe que inclui cinco arqueólogos contratados no regime de tempo integral.

### Publicações voltadas para a comunidade
Outro método usado na arqueologia comunitária para o compartilhamento e a distribuição de conhecimento arqueológico é a publicação ou apresentação de materiais especificamente para a comunidade. Isso inclui livros, panfletos, histórias infantis, livros de exercícios orientados para escolas, histórias em quadrinhos, sites, palestras abertas, programas de rádio, de televisão e de notícias, encenações dramáticas, criações artísticas e literárias, publicações de acesso aberto e demais formas.

### Pesquisa participativa
A pesquisa participativa é outro método que os arqueólogos têm usado em projetos de arqueologia comunitária.

## Críticas

### Quem fala pela comunidade?
Na arqueologia comunitária, por definição, as decisões não podem ser tomadas com base nas informações fornecidas por apenas um conjunto limitado de membros de uma determinada comunidade. Embora o número de consultores necessários varie, é raro que um pequeno subgrupo possa falar pela comunidade como um todo. Às vezes, é mais claro quem deve ser contatado em uma comunidade, mas nem sempre é assim. Por exemplo, os arqueólogos nos Estados Unidos devem entrar em contato com o Tribal Historic Preservation Officer (THPO) antes de tentar estabelecer colaboração com etnias reconhecidas federalmente.

### Abordagem top-down
A abordagem top-down é aquela que os arqueólogos decidem quais serão os objetivos do projeto ou quais benefícios poderão trazer à comunidade antes de consultá-la. Esse método não é considerado apropriado para a arqueologia comunitária, pois a abordagem top-down cria uma troca unilateral de informações dos arqueólogos para a comunidade e impede a colaboração real. Cara Lee Blume argumentou que a "relação arqueólogo-informante [é] essencialmente exploradora e paternalista porque ocorre nos termos do arqueólogo - o informante deve abordar questões que os arqueólogos entendam - e exclui a participação de [membros da comunidade] que são incapazes ou não querem participar nesses termos". Para ter sucesso na arqueologia comunitária, os arqueólogos começaram a empreender colaborações mais reflexivas com as comunidades indígenas.

### Cumprindo com compromissos de longo prazo
Alguns arqueólogos comunitários têm dificuldade em cumprir seus compromissos originais com a comunidade.

### Consulta e colaboração
Alguns estudiosos argumentam que a consulta feita pelos arqueólogos às comunidades não elimina o controle deles sobre o processo de interpretação e que essa consulta pode ser considerada uma abordagem top-down para a colaboração. Além disso, alguns sentidos da palavra colaboração aludem a uma relação de oposição ou beligerante entre partes que cooperam entre si durante tempos de tensão ou de guerra. Nessa linha argumentativa, Robert L. Dean propôs que a palavra cooperação seja usada ao invés de colaboração.